# 萊坎德冰原島峰
85°4′S 64°29′W / 85.067°S 64.483°W
萊坎德冰原島峰（英語：Lekander Nunatak）是南極洲的冰原島峰，位於伊利沙伯女皇地，處於貝辛格冰原島峰東北面4公里，屬於彭薩科拉山脈中帕圖克森特山脈的一部分，美國地質調查局根據測量和該國海軍的空中照片繪入地圖，現時由南極條約體系管理。